# 涅維里夫卡
50°36′30″N 28°30′5″E / 50.60833°N 28.50139°E
涅維里夫卡（烏克蘭語：Невирівка），是烏克蘭北部的村莊，隸屬日托米爾州的日托米爾區。該村面積6.36平方公里，2001年人口100，人口密度每平方公里15.72人。